# 기포

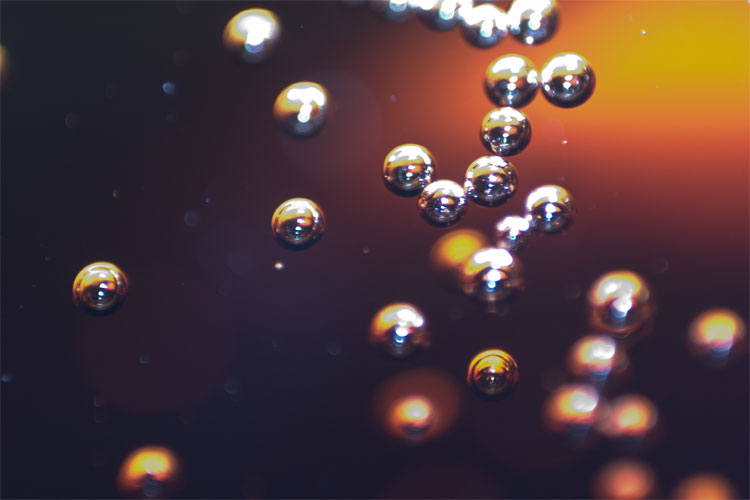
청량음료의 기체 거품.

기포(bubble)는 다른 물질 안에 들어가있는 작은 방울으로, 보통 액체 안의 기체를 의미한다. 기포가 뭉쳐 덩어리를 이루면 거품이라고 부른다. 마란고니 효과로 인해 기포는 에워싸는 물질의 표면에 도달하더라도 온전한 상태를 유지할 수 있다.

## 일반적인 예
기포는 일상생활의 여러 곳에서 볼 수 있다. 예를 들면 다음과 같다.
- 청량음료에서 과포화 이산화탄소의 자발적인 핵 생성으로 인해
- 끓는 물 속의 수증기로서
- 폭포 아래 등 교반된 물에 공기가 혼합됨
- 바다 거품으로
- 비눗방울로서
- 화학 반응에서 방출되는 물질(예: 베이킹 소다 + 식초)
- 제조 과정에서 유리에 갇혀 있는 기체로서
- 수준기의 지표로서

## 물리학과 화학

### 응용
열 잉크젯 인쇄 방식에서 증기 거품은 작동기(액추에이터)로 사용된다. 기타 미세 유체 공학적 응용에 작동기로 이따금 사용된다.

## 생리학과 의학
기포 형성 및 신체 조직 성장으로 인한 손상은 감압병의 메커니즘으로, 과포화 용해된 불활성 기체가 감압 중에 용액을 기포로 남길 때 발생한다. 손상은 현장 기포 성장으로 인한 조직의 기계적 변형이나 기포가 박힌 혈관 차단으로 인해 발생할 수 있다.
동맥 기포 색전증은 기포가 순환계에 도입되고 기포가 너무 작아서 사용 가능한 압력 차이로 통과할 수 없을 때 발생할 수 있다. 이는 고압 노출 후 감압, 폐 과팽창 손상, 정맥 수액 투여 중 또는 수술 중 결과로 발생할 수 있다.

## 같이 보기
- 거품 경제
- 버블
- 기포 핵융합
- 음발광